# Panathīnaïkos Athlītikos Omilos 1982-1983
Questa voce raccoglie le informazioni riguardanti il Panathīnaïkos Athlītikos Omilos nelle competizioni ufficiali della stagione 1982-1983.

## Stagione
Nella stagione 1982-83 il Panathinaikos fu autore della sua peggiore prestazione in Alpha Ethniki, avendo concluso il campionato al sesto posto e dopo aver cambiato tre allenatori nel corso della stagione.

## Maglie e sponsor
Viene confermata la stessa maglia della stagione precedente, con il girocollo sostituito dal colletto. Lo stemma della società è ora costituito da un trifoglio verde racchiuso da un cerchio bianco.
| Manica sinistra · Manica sinistra · Maglietta · Maglietta · Manica destra · Manica destra · Pantaloncini · Calzettoni |

## Rosa
| N. |                   | Ruolo | Calciatore           |
| -- | ----------------- | ----- | -------------------- |
| -  | Grecia (bandiera) | P     | Vasilīs Kōnstantinou |
| -  | Grecia (bandiera) | P     | Antōnīs Mīnou        |
| -  | Grecia (bandiera) | P     | Giorgios Dafkos      |
| -  | Grecia (bandiera) | D     | Anthimos Kapsīs      |
| -  | Grecia (bandiera) | D     | Nikolaos Karoulias   |
| -  | Grecia (bandiera) | D     | Nikos Kovis          |
| -  | Grecia (bandiera) | D     | Ioannis Kyrastas     |
| -  | Grecia (bandiera) | D     | Ilias Mberios        |
| -  | Grecia (bandiera) | D     | Kostas Tarasis       |
| -  | Grecia (bandiera) | C     | Angelos Anastasiadis |
| -  | Grecia (bandiera) | C     | Spyros Livathīnos    |
| -  | Grecia (bandiera) | C     | Spyros Makroditris   |

| N. |                        | Ruolo | Calciatore             |
| -- | ---------------------- | ----- | ---------------------- |
| -  | Grecia (bandiera)      | C     | Grigoris Papavasileiou |
| -  | Argentina (bandiera)   | C     | Juan Ramón Rocha       |
| -  | Grecia (bandiera)      | C     | Lakis Simeoforidis     |
| -  | Grecia (bandiera)      | C     | Grigoris Tsinos        |
| -  | Grecia (bandiera)      | A     | Grigoris Charalambidis |
| -  | Grecia (bandiera)      | A     | Thanasis Dimopoulos    |
| -  | Norvegia (bandiera)    | A     | Arne Dokken            |
| -  | Grecia (bandiera)      | A     | Maik Galakos           |
| -  | Grecia (bandiera)      | A     | Dimitris Klis          |
| -  | Grecia (bandiera)      | A     | Kouropoulos            |
| -  | Paesi Bassi (bandiera) | A     | Tschen La Ling         |
| -  | Grecia (bandiera)      | A     | Kostas Mavridis        |

## Calciomercato

### Sessione estiva
| Acquisti | Acquisti               | Acquisti          | Acquisti |
| R.       | Nome                   | da                | Modalità |
| -------- | ---------------------- | ----------------- | -------- |
| P        | Giorgios Dafkos        | Doxa Dramas       |          |
| P        | Antōnīs Mīnou          | Kastoria          |          |
| D        | Ilias Mberios          | Apollon Athinas   |          |
| D        | Jiannis Dontas         | Apollon Athinas   |          |
| D        | Kostas Tarasis         | Panserraïkos      |          |
| C        | Grigoris Papavasileiou | Kastoria          |          |
| C        | Grigoris Tsinos        | Roda Kerkrade     |          |
| A        | Dimitris Klis          | Apollon Athinas   |          |
| A        | Tschen La Ling         | Ajax              |          |
| A        | Thanasis Dimopoulos    | Aiantas Gastounis |          |

| Cessioni | Cessioni              | Cessioni                  | Cessioni |
| R.       | Nome                  | a                         | Modalità |
| -------- | --------------------- | ------------------------- | -------- |
| P        | Lefteris Poupakis     | Olympiacos                |          |
| P        | D. Alexiou            | PAS Giannina              |          |
| D        | Fabiatos              | Athinaikos                |          |
| D        | Armando Nestor Agureo | Rodos                     |          |
| D        | D. Ziakos             | Omilos                    |          |
| C        | Christos Terzanidis   | Makedonikos Thessalonikis |          |
| A        | Christos Yfantidis    | Doxa Dramas               |          |

### Sessione invernale
| Cessioni | Cessioni    | Cessioni        | Cessioni |
| R.       | Nome        | a               | Modalità |
| -------- | ----------- | --------------- | -------- |
| A        | Arne Dokken | Apollon Athinas |          |

## Statistiche

### Statistiche di squadra
| Competizione      | Punti | Totale | Totale | Totale | Totale | Totale | Totale | DR |
| Competizione      | Punti | G      | V      | N      | P      | Gf     | Gs     | DR |
| ----------------- | ----- | ------ | ------ | ------ | ------ | ------ | ------ | -- |
| Alpha Ethniki     | 37    | 34     | 14     | 9      | 11     | 50     | -39    |    |
| Coppa di Grecia   | -     | -      | -      | -      | -      | -      | -      |    |
| Coppa delle Coppe | -     | 2      | 1      | 0      | 1      | 2      | 3      | -1 |
| Totale            |       | -      | -      | -      | -      | -      | -      |    |

### Statistiche dei giocatori
| Giocatore     | Alfa Ethniki | Alfa Ethniki |
| Giocatore     | Presenze     | Reti         |
| ------------- | ------------ | ------------ |
| Anastasiadis  | 14           | 1            |
| Charalambidis | 6            | 1            |
| Dafkos        | 16           | ?            |
| Dimopoulos    | 27           | 15           |
| Dokken        | 7            | 1            |
| Dontas        | 22           | 2            |
| Galakos       | 9            | ?            |
| Kapsis        | 19           | 1            |
| Karoulias     | 20           | ?            |
| Klis          | 8            | 1            |
| Konstantinou  | 9            | ?            |
| Kouropoulos   | 4            | ?            |
| Kovis         | 21           | 3            |
| Kyrastas      | 31           | ?            |
| La Ling       | 26           | 3            |
| Livathinos    | 23           | 4            |
| Makoditris    | 4            | ?            |
| Mavridis      | 28           | 12           |
| Mberios       | 29           | ?            |
| Minou         | 11           | ?            |
| Papavasileiou | 24           | 1            |
| Rocha         | 19           | ?            |
| Simeoforidis  | 13           | ?            |
| Tarasis       | 14           | ?            |
| Tsinos        | 23           | 3            |